# KF Gostiwar
KF Gostiwar (maced. ФК Гостивар, alb. Klubi Futbollistik Gostivar) – północnomacedoński klub piłkarski, mający siedzibę w mieście Gostiwar.

## Historia
Chronologia nazw: 
- 1998–2013: KF Rinia Gostiwar
- 2013–...: KF Gostiwar

Klub został założony w 1998 roku przez Albańczyków jako Rinia Gostiwar. Do 2010 występował w niższych ligach mistrzostw Macedonii. W sezonie 2009/10 zajął 1. miejsce w grupie zachodniej III ligi i awansował do II ligi. W sezonie 2012/13 zajął drugie miejsce w II lidze i zdobył historyczny awans do I ligi. Przed rozpoczęciem sezonu 2013/14 zmienił nazwę na KF Gostiwar.

## Sukcesy

### Trofea międzynarodowe
Nie uczestniczył w rozgrywkach europejskich (stan na 31-05-2013).

### Trofea krajowe
| \| \| Zdobyte trofea w rozgrywkach Macedonii Północnej (stan na: 31-05-2013) \| |                                                                        |      |          |
| Rozgrywki                                                                       | Osiągnięcie                                                            | Razy | Sezon(y) |
| Mistrzostwo                                                                     | I miejsce                                                              | 0    |          |
| Mistrzostwo                                                                     | II miejsce                                                             | 0    |          |
| Mistrzostwo                                                                     | III miejsce                                                            | 0    |          |
| Mistrzostwo                                                                     | ? miejsce                                                              | 1    | 2014     |
| Puchar                                                                          | zdobywca                                                               | 0    |          |
| Puchar                                                                          | finalista                                                              | 0    |          |
| Puchar                                                                          | 1/8 finału                                                             | 1    | 2012     |
| II liga                                                                         | I miejsce                                                              | 0    |          |
| II liga                                                                         | II miejsce                                                             | 1    | 2012     |
| II liga                                                                         | III miejsce                                                            | 0    |          |
| Macedonia Północna                                                              | Zdobyte trofea w rozgrywkach Macedonii Północnej (stan na: 31-05-2013) |      |          |

## Stadion
Klub rozgrywa swoje mecze domowe na stadionie Gradskim w Gostiwarze, który może pomieścić 1,000 widzów.